# AlternativeTo
AlternativeTo è un database online e un sito web, che per un singolo software presenta una breve scheda di presentazione ed una lista di possibile alternative, appartenenti alla stessa tipologia di programmi. I programmi e le alternative presi in considerazione sono freeware, freemium e shareware, relativi sia a terminali fissi che a smarthphone con i vari sistemi operativi disponibili. Il sito è aggiornato da una comunità di utenti volontari ed è consultabile gratuitamente, senza obbligo di iscrizione.
La pagina tipo elenca le alternative a programmi online, per desktop e applicazioni per smartphones, ed ordina le alternative secondo vari criteri, incluso il numero di utenti registrati che hanno cliccato il bottone "Mi piace" su AlternativeTo per ognuna di loro.
Gli utenti possono cercare, per esempio, un'alternativa migliore ad un'applicazione che usano o che usavano prima, oppure programmi alternativi gratuiti, magari scegliendo un'applicazione online gratuita (cloud computing) che non necessita di alcuna installazione e a cui è possibile accedere da qualunque browser.

## Differenze tra AlternativeTo e altri siti di ricerca software
Diversamente da altri siti di ricerca software, ogni singola applicazione ha la sua personale lista di alternative, permettendo così un approccio più personalizzato all'elenco. Gli utenti posso cercare programmi anche attraverso i tag, che offrono un altro modo per trovare il software correlato. È possibile anche restringere la ricerca selezionando solo una particolare piattaforma e un tipo di licenza (per esempio "freeware per uso non commerciale" o "open source").
A differenza di Wikipedia, su AlternativeTo non è necessario che una alternativa sia "popolare" per essere elencata ed avere una descrizione completa. AlternativeTo non ha tabelle di comparazione per le caratteristiche dei programmi elencati: nella lista, per ogni voce, vengono solo mostrate le informazioni principali come la piattaforma, il tipo di licenza e i tag delle alternative.
AlternativeTo permette ad ognuno di registrarsi e suggerire nuove alternative, o di aggiornare le informazioni di una voce già esistente. Suggerimenti e modifiche vengono riesaminate prima di diventare pubblicamente visibili. La registrazione può essere fatta attraverso Facebook Connect o OpenID: entrambe le scelte evitano la necessità di creare nuove password per il sito.
Siccome AlternativeTo è essa stessa un'applicazione web, ha anch'essa una pagina con le sue alternative.

## Caratteristiche Social
Ogni applicazione ha un RSS feed per notificare agli utenti nuove alternative aggiunte a quell'applicazione. Dopo che un utente ha cliccato il bottone "Mi piace" per un'applicazione, gli viene offerta la possibilità di dirlo ai suoi amici su Facebook o a chi lo segue su Twitter, e i tweet o i post possono essere personalizzati.
Il sito ha anche un forum, sul quale è possibile parlare dei propri programmi preferiti, indicare vantaggi o svantaggi di un programma rispetto ad un altro, fare domande e leggere le opinioni e i commenti degli altri utenti. Per gli sviluppatori software è disponibile un'API JSON.